# Philothamnus girardi
Philothamnus girardi är en ormart som beskrevs av Bocage 1893. Philothamnus girardi ingår i släktet Philothamnus och familjen snokar. Inga underarter finns listade i Catalogue of Life.
Denna orm förekommer på ön Annobón som tillhör Ekvatorialguinea. Kanske lever den även i Kongo-Brazzaville. Honor lägger ägg.